# Kolcheti nationalpark
Kolcheti nationalpark (georgiska: კოლხეთის ეროვნული პარკი, Kolchetis erovnuli parki) är en nationalpark i Georgien. Den ligger i den västra delen av landet, 260 km väster om huvudstaden Tbilisi.